# Hinde Bergner
Hinde Bergner (jid. הינדא בערגנער, z domu Rosenblatt, ur. 10 października 1870 roku w Radymnie, zm. 1942 w obozie zagłady w Bełżcu) – żydowska pisarka, ofiara Holokaustu, matka Melecha Rawicza. 

## Dzieciństwo i lata młodzieńcze
Hinde Rosenblatt urodziła się w Radymnie (w 1870 roku miasto należało do Austro-Węgier) w rodzinie chasydzkiej. Jej rodzicami byli: Bluma Rosenblatt (z domu Frajfeld) i Józef Rosenblatt. Miała pięcioro rodzeństwa. 
Ojciec był właścicielem lokalnego spichlerza. Hinde pomagała mu w prowadzeniu ksiąg rachunkowych. Pobierała edukację domową. Na jej prośbę ojciec zatrudnił nauczycieli, którzy uczyli ją między innymi języka niemieckiego i polskiego. 

## Rodzina
W 1891 roku Hinde wyszła za mąż za Efraima Bergnera i przyjęła jego nazwisko. W czasie I wojny światowej rodzina spędziła trzy lata w Wiedniu, następnie wróciła do Radymna. 
Miała trzech synów: 
- Mojsze, najstarszy syn Hinde i Efreima, urodzony w 1892 roku, wyemigrował do Palestyny, gdzie kształcił się w szkole artystycznej i popełnił samobójstwo w wieku dwudziestu jeden lat[1],
- Syn Zachariasz (znany jako Melech Rawicz), urodzony 27 listopada 1893 roku był poetą i eseistą, tworzącym w języku jidysz,
- Najmłodszy syn Herts, urodzony w 1907 roku, przed II wojną światową wyemigrował do Australii, gdzie zajmował się pisarstwem[1].

## Losy wojenne
Efraim Bergner zmarł w 1939 roku. Po zajęciu Radymna przez wojska niemieckie Hinde uciekła do Związku Radzieckiego, na teren dzisiejszej Ukrainy Wschodniej. Mieszkała w Rawie Ruskiej, a następnie w Przemyślu. Po ataku Niemiec na Związek Radziecki za pomocą Czerwonego Krzyża skontaktowała się z synami i poprosiła ich o pomoc. 
Jej dokładne losy wojenne nie są znane, podobnie jak data śmierci. Ostatni kontakt Hildy z rodziną miał miejsce w sierpniu 1942 roku. Zginęła w obozie zagłady w Bełżcu. 

## Twórczość
W 1937 roku zaczęła pisać wspomnienia zatytułowane „In di lange winternecht: miszpoche zichrojnes” („W długie zimowe noce: wspomnienia rodzinne”). Utwór dokumentuje życie społeczne w Galicji pod koniec XIX wieku, jest uznawany za ważne źródło historyczne w zakresie badań nad historią kobiet żydowskich. Stanowi jedno z nielicznych zachowanych wspomnień, dotyczących tradycyjnych rodzin żydowskich, opowiedzianych z perspektywy kobiety. Został spisany w języku jidysz. Hinde Bergner porusza kwestie takie jak: wykształcenie kobiet, relacje międzykulturowe, obyczaje życia codziennego, w tym zwyczaje związane ze swataniem dziewcząt, ślubem, sposobem ubierania. 
Po raz pierwszy wspomnienia zatytułowane „In the long winter nights, family memoirs from a town in Galicia, 1870-1900” zostały wydane w 1946 roku w Montrealu, przez synów autorki Zacharaiasza i Hersta. 
W 2005 roku publikacja (opatrzona tytułem „On Long Winter Nights. Memoirs of a Jewish Family in a Galician Township, 1870-1900”) została wydana przez Centrum Studiów Judaistycznych Uniwersytetu Harvarda. 
Wspomnienia Bergner nie zostały ukończone. Pracę nad książką przerwała II wojna światowa i śmierć autorki w obozie zagłady w Bełżcu. 